# Jianghua
Der Autonome Kreis Jianghua der Yao (chinesisch 江华瑶族自治县, Pinyin Jiānghuá Yáozǔ Zìzhìxiàn), kurz Kreis Jianghua (江华县,  Jiānghuá Xiàn), ist ein autonomer Kreis der Yao, der zum Verwaltungsgebiet der bezirksfreien Stadt Yongzhou im Süden der chinesischen Provinz Hunan gehört. Er hat eine Fläche von 3.216 km² und zählt 448.200 Einwohner (Stand: Ende 2020). Sein Hauptort ist die Großgemeinde Tuojiang (沱江镇).
Die Stätte der Felsschnitzereien des Yanghua-Felsens (阳华岩摩崖 Yanghua yan moya) steht seit 2006 auf der Liste der Denkmäler der Volksrepublik China (6-848).